# 漠阳江
漠阳江位于广东省西南部，发源于阳春市西北与云浮市交界的云雾山脉，全长约200公里，流域面积达6090平方公里，在阳江北津港口汇入南海。其最大的支流是发源于恩平市横陂镇狮子石的那龙河，流域面积近1000平方公里。